# Белохвостый райский зимородок
Белохво́стый ра́йский зиморо́док (лат. Tanysiptera sylvia) — вид птиц семейства зимородковых, обитающий в Австралии и Новой Гвинее.

## Описание

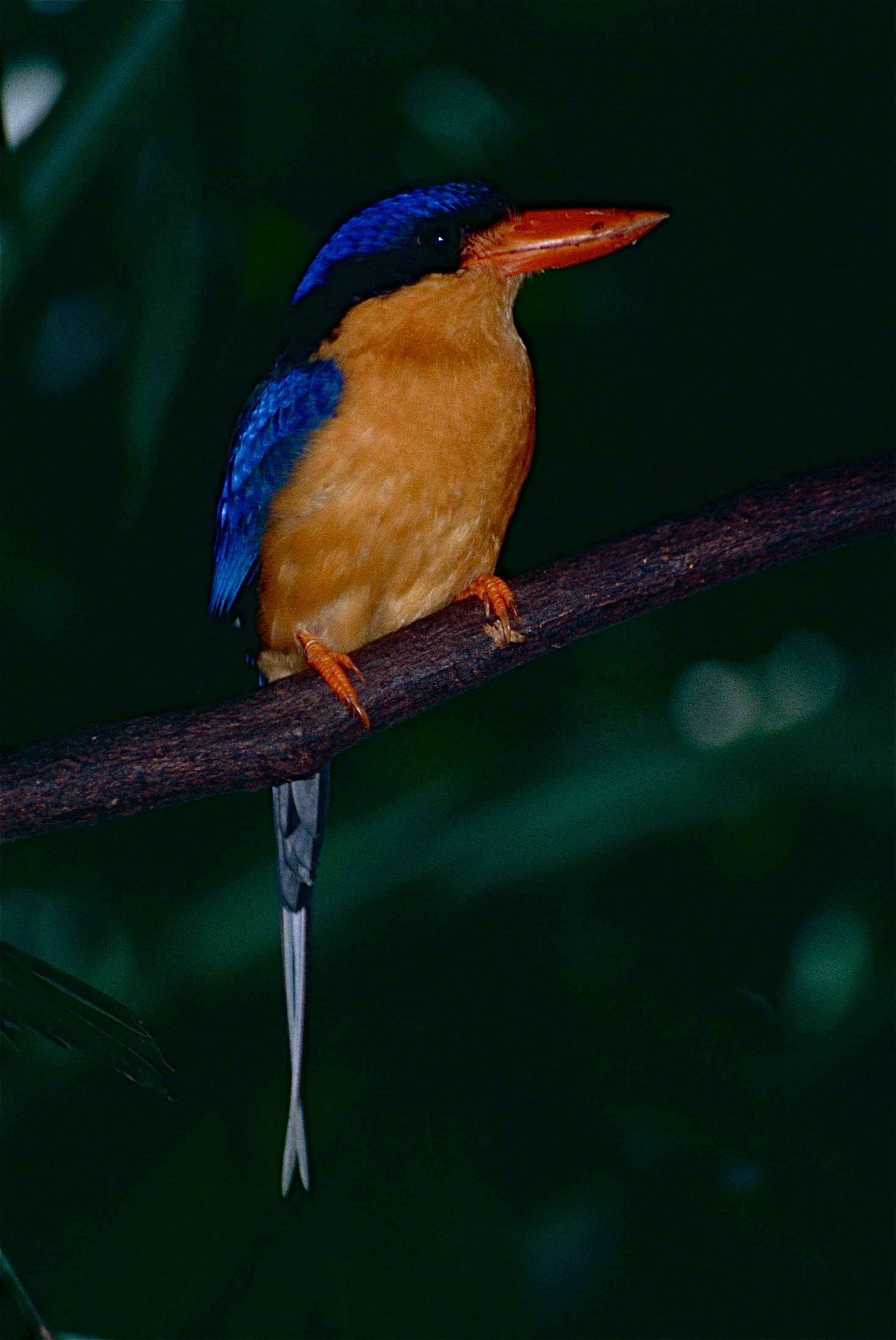

Белохвостый райский зимородок достигает длины 29—37 см, учитывая хвост длиной 18 см, и массы 45—50 г. Размах крыльев составляет 34—35 см. Центральные рулевые перья удлинённые, выступающие за пределы остальной части хвоста на 13 см у самцов и на 8 см у самок. Хвостовые перья часто повреждаются ближе к концу сезона размножения, скорее всего, при входе птиц в нору и выходе из неё, и отрастают заново перед следующим брачным сезоном. Верхняя часть головы и передняя часть спины синие или пурпурные. От основания клюва через глаз до шеи проходит широкая чёрная полоса. Задняя часть спины и надхвостье белые. Отличительной чертой является белое пятно в центре спины. Крылья синие. Нижняя часть тела насыщенного рыжевато-бурого цвета. Рулевые перья белые или голубовато-белые. Клюв и ноги красные. У молодых особей окраска оперения более тусклая, коричневый клюв, желтоватые ноги и нет длинных рулевых перьев.

## Подвиды и распространение
Выделяют два подвида:
- Tanysiptera sylvia salvadoriana Ramsay, 1879 – юго-восток Новой Гвинеи
- Tanysiptera sylvia sylvia Gould, 1850 – северо-восток Австралии

## Питание
Белохвостый райский зимородок добывает пищу на земле и в листве на средних и нижних уровнях лесного полога. В состав рациона входят привиденьевые, дождевые черви, жуки, личинки насекомых, пауки, сцинковые и мелкие лягушки, улитки.